# سهك (فخرود)
سهك (بالفارسية: سهک) هي مستوطنة تقع في إيران في قسم فخرود الريفي. يقدر عدد سكانها بـ 75 نسمة بحسب إحصاء 2016.